# Baghira
Manuel Sánchez Rodríguez, conocido artísticamente como Baghira (Lora del Río,  1987) es un productor musical español de rap. Ha creado numerosas bases musicales para canciones y para las Red Bull Batalla de los Gallos, además de colaborar con numerosos raperos y otros músicos de primer nivel fuera y dentro de España.

## Carrera
Baghira dio sus primeros pasos como productor musical en 2001. En 2007 publicó de forma gratuita su primera referencia musical conocida como Baghirastyle.
Su reconocimiento llegó a partir de 2009 cuando realizó canciones con artistas de la talla de Nach, ZPU, Legendario, Sfdk, entre otros. Ha realizado los álbumes Bloody Halloween en 2010, Bloody Halloween 2 en 2011, Diggin in the crates for Classics en 2011, Select en 2013, Just One junto a Shabu y Bloody Halloween 3:Irreversible en 2015 junto a raperos como Nach, Shotta, Legendario o Nerviozzo.
También en 2014 realizó un álbum junto a Legendario bajo el nombre de Pelotas. Este álbum cuenta con 12 canciones y también tiene la colaboración de numerosos raperos.
Baghira también ha colaborado en la realización de otros discos como Flowesia de Shotta e Inspiración Divina de Aczino.
También goza de mucha popularidad por sus bases usadas para las batallas de gallos como pueden ser Shot, Harakiri o Crash.

## Álbumes
- Bloody Halloween en 2010
- Bloody Halloween 2 en 2011
- Diggin in the crates for Classics en 2011
- Select en 2013
- Pelotas en 2014 con Legendario
- Just One con Shabu
- Bloody Halloween 3: Irreversible en 2015
- Inspiración Divina en 2017 con Aczino